# Melody (film, 1953)
Pour les articles homonymes, voir Melody.
Pour plus de détails, voir Fiche technique et Distribution.
Melody ou Adventures in Music: Melody est un court métrage d'animation réalisé par Ward Kimball et Charles A. Nichols pour les studios Disney, sorti au cinéma le 28 mai 1953. Il est considéré comme une Silly Symphony non officielle. Il fait partie de la mini-série Adventures in Music qui ne comprend que Les Instruments de musique (1953).

## Synopsis
Le professeur Owl (Hibou) essaye d'enseigner la musique à ses élèves. Il doit leur apprendre les principes de base de la mélodie.

## Fiche technique
- Titre original : Melody ou Adventures in Music: Melody
- Série : Silly Symphonies non officielle
- Réalisateur : Ward Kimball, Charles A. Nichols
- Scénario : Dick Huemer
- Voix : Harry Stanton (chanteur basse dans le canoë), Bill Thompson (professeur Owl)
- Animation[2] : Hal Ambro, Marc Davis, Ward Kimball, Julius Svendsen, Harvey Toombs, Marvin Woodward
- Couleur : Eyvind Earle
- Directeur artistique[2] : Kendall O'Connor assisté de Victor Haboush
- Producteur : Walt Disney
- Production : Walt Disney Productions
- Distributeur : RKO Radio Pictures
- Date de sortie : 28 mai 1953[1]
- Format d'image : Couleur (Technicolor)
- Son : Mono (RCA Sound System)
- Musique : Joseph Dubin
- Durée : 10 min
- Langue : (en)
- Pays :  États-Unis

## Commentaires
Ce film est le premier film de Disney à avoir été réalisé pour tirer profit de la projection en 3D. Il a été diffusé dans le parc Disneyland au sein du Mickey Mouse Club Theater, qui occupait l'espace devenu en 1983 l'attraction Pinocchio's Daring Journey.
La première projection du spectacle nommé 3D Jamboree débuta le 16 juin 1956. Totalement en 3D ce spectacle comprenait aussi le film Les Cacahuètes de Donald (1953) et des séquences de l'émission Mickey Mouse Club.
Le rôle didactique du personnage du professeur Owl, qui ne participa qu'à la mini-série Adventures in Music, fut confié en 1961 à Donald Dingue.